# Matthew McGrory
Matthew McGrory, född 17 maj 1973 i West Chester i Pennsylvania i USA, död 9 augusti 2005 i Los Angeles i USA, var en amerikansk skådespelare som ofta fick spela jätte, på grund av sin längd, 2,29 meter. Han har hamnat i Guinness rekordbok som världens längsta skådespelare och för att ha haft världens längsta fötter i skostorleken 29 ½ (46 centimeter) som inte var orsakad av Elefantiasis.

## Biografi och karriär
Matthew McGrory föddes i West Chester i Pennsylvania i USA och vägde vid födseln ungefär 7 kg och var ungefär 60 cm lång. När han lämnade förskolan var han över 1,5 meter lång. Kläder specialsyddes för honom när han blev äldre.
Matthew McGrory studerade juridik i Widener University, där bodde på campus i Howell Hall. Han arbetade även som dörrvakt på en bar i sin hemstad.
På grund av sin längd blev han bjuden till The Howard Stern Show 1996, han kallades för "Big foot" som medlem i Sterns Wack Pack. Han blev också bjuden på framträdanden till Oprah Winfreys pratprogram där de pratade om musikvideorna Iron Maiden "The Wicker Man" och Marilyn Manson "Coma White" som man kan se Matthew McGrory spela med i.
Han medverkade också i vissa filmer såsom Bubble Boy, House of 1000 Corpses och The Devil's Rejects som jätte.

## Filmografi (urval)
- Bubble Boy (2001)
- Men In Black II (ej krediterad) (2002)
- House of 1000 Corpses (2003)
- Big Fish (2003)
- Big Time (2004)
- The Devil's Rejects (2005)
- ShadowBox (2005)

## Död
Han bodde i Sherman Oaks i Kalifornien med sin flickvän Melissa. Den 9 augusti 2005 dog han av hjärtsvikt (det fanns inget som visade att han hade gigantism).